# Kdebindings
Kdebindings是一個提供各種程式語言綁定函式庫的軟體包。對於開發人員來說，能夠依造需求選擇合適的語言來撰寫程序。Kdebindings內包含了Qt绑定、KDE绑定和Kross外掛程式

## 組件列表
- SMOKE：Scripting Meta Object Kompiler Engine，Qt/KDE框架包装引擎。QtRuby、PerlQt和Qyoto都採用SMOKE庫作基礎。
- kalyptus：语言绑定生成器。根据Qt/KDE的头文件生成语言绑定程式碼。
- QtRuby：Qt的Ruby綁定
- Qyoto：Qt的C#或其他.NET語言綁定。
- PHP-Qt：Qt的PHP綁定
- korundum：KDE的Ruby綁定
- Kimono：KDE的C#或其他.NET語言綁定。
- PyKDE：KDE的python綁定。
- KrossPython：kross腳本框架的Python外掛程式
- KrossRuby：kross腳本框架的Ruby外掛程式
- KrossJava：kross腳本框架的java外掛程式
- KrossFalcon：kross腳本框架的Falcon程式語言外掛程式
- xparts：提供通过KPart嵌入非KDE的程序的功能